# Friedrich-Schiller-Schule (Leipzig)
Die Friedrich-Schiller-Schule ist ein Gymnasium der Stadt Leipzig im Stadtteil Gohlis. Sie befindet sich an der Ecke von Sas- und Elsbethstraße in dem Gebäude, das von Einheimischen Turmschule genannt wird. Dieses Gebäude mit seinem auffälligen Turm beherbergte vorher schon die 11. Bürgerschule (ab 1905), die 36. Volksschule (ab 1919), die 36. Grundschule (ab 1946) und die 36. Mittelschule (ab 1956).

## Geschichte

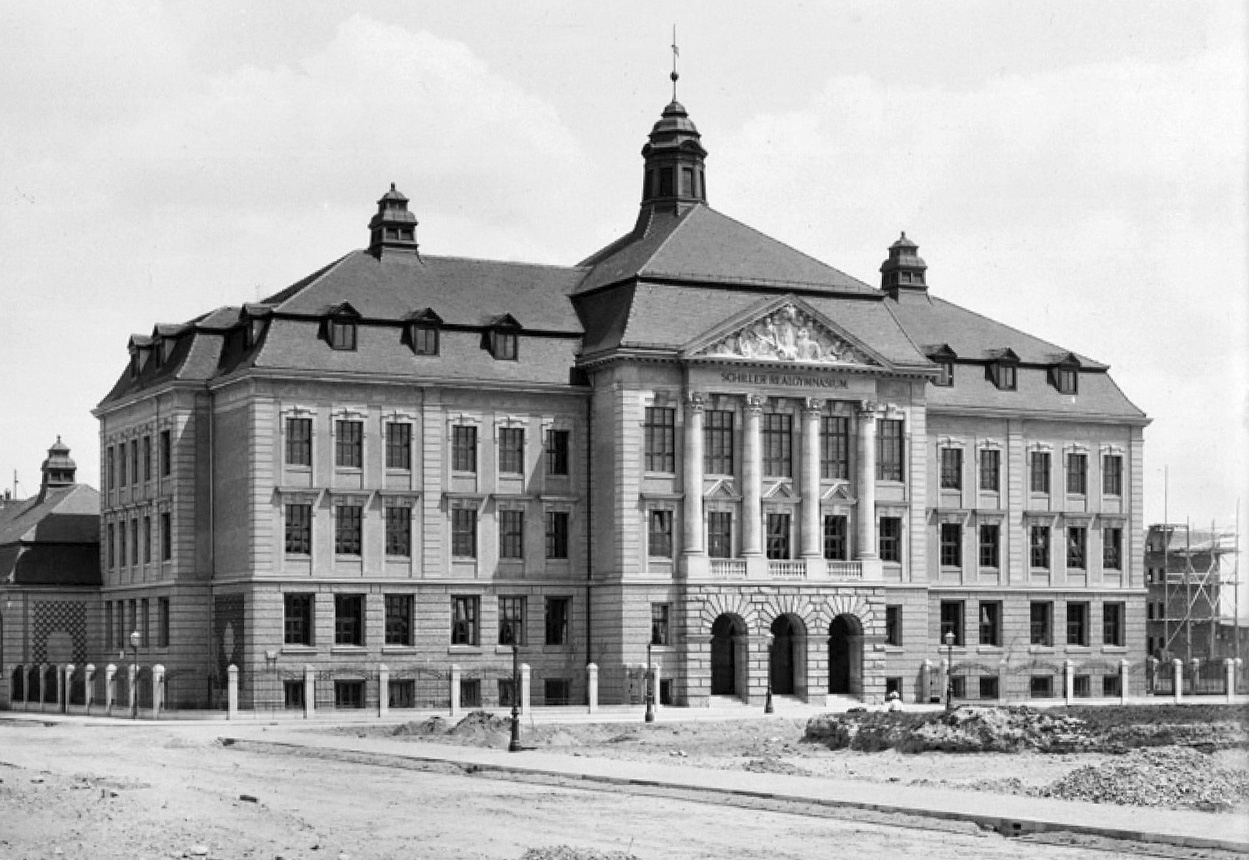
Ehemaliges Schiller-Realgymnasium am Richterplatz

Im Zuge des raschen Wachstums des 1890 nach Leipzig eingemeindeten Stadtteils Gohlis wurde von 1903 bis 1905 für die 11. Bürgerschule das Gebäude mit Turm errichtet, das heute das Schillergymnasium beherbergt.
Ab 1909 gab es bereits eine Schule in Leipzig, die nach Friedrich Schiller benannt war: das städtische Schiller-Realgymnasium. Es befand sich jedoch am Richterplatz in der Nordvorstadt und wurde im Zweiten Weltkrieg im Februar 1945 zerstört.

### Kaiserzeit 1905 bis 1918
Der erste Direktor der 11. Bürgerschule war Eduard Käfer. Er weihte die Schule am 22. September 1905 ein. Käfer wurde 1915 wegen Differenzen mit Lehrer- und Elternschaft entlassen. Sein Nachfolger wurde Arthur Uebel, der die Schule noch bis zu seinem altersbedingten Ausscheiden 1924 führte.

### Weimarer Republik 1919 bis 1933
Infolge des Ersten Weltkriegs und der Novemberrevolution, die auch in Sachsen um sich griff, veränderte sich der Alltag der Schule. Die offensichtlichste Veränderung war der neue Name 36. Volksschule. Außerdem schuf die neue politische Ordnung auch neue Schwerpunkte im Unterricht. Der Katechismusunterricht verschwand, und der Religionsunterricht wurde auf zwei Stunden pro Woche reduziert. In den nächsten Jahren wurden außerdem Strukturen der Elternmitwirkung, Schulessen und z. B. ein Schulgarten eingeführt. Das Amt des Direktors besetzte jetzt Paul Grünert.

### Nationalsozialismus 1933 bis 1945
In der Zeit des Nationalsozialismus verstärkte sich der Ideologische Einfluss auf die Schule. Lehrer und Schüler nahmen an Umzügen und Feiertagen teil. Die Schule erhielt weiterhin den Namen 36. Volksschule. Nach Kriegsbeginn spitzte sich im Jahr 1940 die Situation zu. Die Schüler wurden auf die 35. und 37. Volksschule verteilt, weil das Gebäude von nun an als Kaserne genutzt wurde. Am 20. Juli 1944 wurde ein Teil der Schule zerstört, und die Turmhaube fiel auf den Hof.

### DDR 1945 bis 1990
Der Unterricht begann nach einem Beschluss der sowjetischen Militärverwaltung vom 1. Oktober 1945 wieder. In den ersten Nachkriegsjahren fehlte es vor allem an Lebensmitteln, Lehrern (ehemalige Mitglieder der NSDAP waren entlassen worden), Heizmaterial und Baumaterial, das zur Reparatur des zerstörten Turmdaches benötigt wurde. Die Situation entspannte sich im Schuljahr 1948/49 wieder und machte den Weg für einen Unterricht nach den Vorstellungen der SED-Regierung frei. Das Kollegium wie auch die Schülerschaft organisierten sich in FDJ und SED. Während der Umstrukturierung des Bildungssystems der DDR in den 1950er erhielt die Schule den neuen Namen 36. Mittelschule. Später beherbergte das Gebäude zwei Polytechnische Oberschulen.

### Nachwendezeit 1990 bis 1995
Trotz der Normalität, die sich in den Jahren 1948/49 eingestellt hatte, wurde bis zur politischen Wende das auffällige Dach der Schule nie erneuert. Dies geschah erst während der Renovierung des Gebäudes ab September 1992. Im Zuge der Umstellung des Schulsystems nach der deutschen Wiedervereinigung wurde 1992 ein Gymnasium mit Namen Friedrich-Schiller-Schule gegründet. Dieses kam übergangsweise in einem anderen Gebäude unter, bis am 20. Dezember 1994 die sanierte Turmschule feierlich wiedereröffnet wurde.

## Unterricht
Das Gymnasium bietet Englisch (ab der 5. Klasse), Latein (ab der 5. Klasse bis zur 9. Klasse, dann Französisch), Französisch (ab der 6. Klasse) und Russisch (ab der 8. Klasse als Profil) sowie ein naturwissenschaftliches, ein sprachliches, künstlerisches und ein gesellschaftswissenschaftliches Profil an.
Neben dem Kulturraum und der Schillerakademie werden Projekte wie Sozial (er)leben, ein soziales Praktikum der 9. Klassen angeboten. Die Schule steht im Rahmen ihrer Partnerschaft mit der Menelik High School in Addis Abeba, Äthiopien in engem Kontakt. Zur Festigung der Zusammenarbeit reisten 2011 Schüler und Lehrer der Schule in die äthiopische Hauptstadt. Eine weitere Schülerreise fand im Oktober 2015 statt.

## Schulprogramm
Im Jahr 2009 änderte die Schule in Zusammenarbeit von Schülern, Lehrern und Eltern das Schulprogramm und schuf eine Schulphilosophie im Geiste Friedrich Schillers mit dem Motto anders.denkend.humanistisch. Diese Umstellung beinhaltete gleichzeitig eine Reform der Hausordnung, die Einführung von Blockunterricht, des Kulturraums, einer Schillerakademie und eines Schülergerichts.

### Philosophie
Die Schillerschule ist ein humanistisches Gymnasium, welches sich zu einem Umgang in Gewaltfreiheit und Gemeinschaft bekennt. Lehrer, Schüler und Eltern wollen äußere und innere Freiheitsräume schützen. Das Motto anders.denkend.humanistisch. will als Bekenntnis zur Offenheit, Verantwortung und zum Schutz der Entwicklung der Persönlichkeit verstanden werden. Die Schule legt Wert auf Selbstkenntnis, Vielfältigkeit und Interdisziplinarität. Umfangreiche Bildung und die persönliche Entwicklung der Schüler stehen im Mittelpunkt der Philosophie.

### Kulturraum
Anders als in vergleichbaren Gymnasien findet fast das gesamte Ganztagsangebot im sogenannten Kulturraum statt. Mittwochs in der 5. und 6. Stunde werden für Schüler der 5.–8. Klasse (etwa 500 Schüler) kulturelle Kurse aus verschiedenen Bereichen (z. B. Musizieren, Darstellen, Gestalten, Kommunizieren, Entdecken, Organisieren) angeboten. Der Besuch von einem der derzeit über 30 Kurse ist Pflicht.
Der Kulturraum nimmt an verschiedenen Wettbewerben teil, z. B. dem Kultur.Forscher!-Programm der PwC-Stiftung, weiterhin bildet er mit dem Geyserhaus e. V. ein Tandem im Netzwerk Kultur und Schule der Stadt Leipzig.

### Schillerakademie
Die Schillerakademie, die mit der Reform des Schulprogramms eingeführt wurde, ist eine regelmäßige Veranstaltungsreihe, die für Schüler, Eltern, Lehrer und Gäste angeboten wird. Referenten der Vorträge aus Wissenschaft, Politik, Kultur und Gesellschaftsleben sind ebenfalls Schüler, Eltern, Lehrer oder Gäste.
Zu den Referenten gehören:
- Thomas Böhme (2014)[15]
- Wikipedia-Administrator „Sicherlich“ (2015)[16]
- Gregor Gysi (2018)[17]
- Robert Habeck (2019)[18]
- Christian Lindner (2019)[19]

### Schülergericht
Die Hausordnung der Schule sieht bei Verfehlungen ein Eingreifen des Schülergerichtes vor (§ 6 Abschnitt 1). Das Gericht, das aus Schülern und einem beisitzenden Lehrer besteht, kann bei entsprechender Schwere des Vergehens der Schulleitung die Anwendung des § 39 des Sächsischen Schulgesetzes empfehlen. Es fungiert als Vorstufe zur Schulleitung.

## Bilder

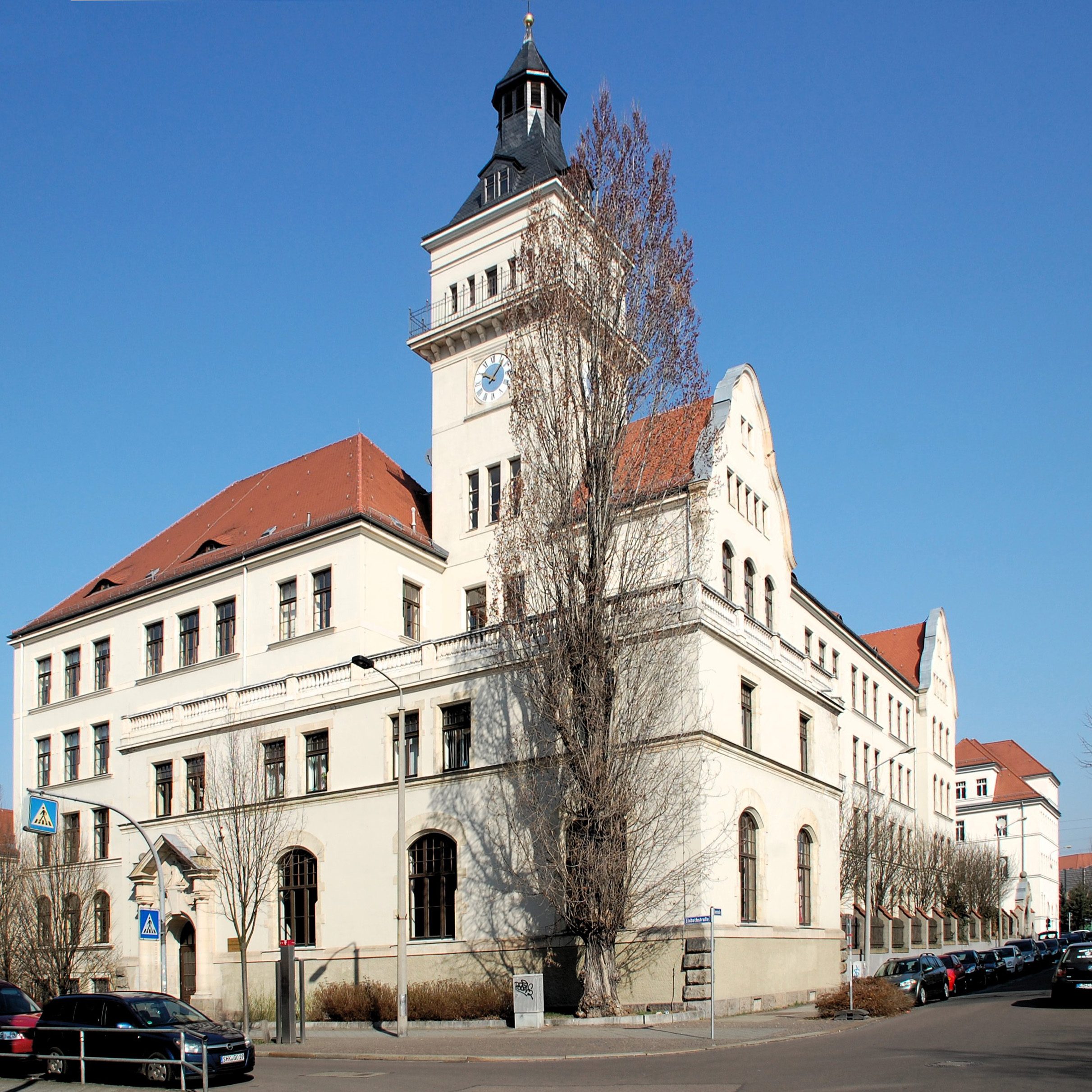
Die Schillerschule von der Kreuzung Elsbeth- /  Sasstraße aus
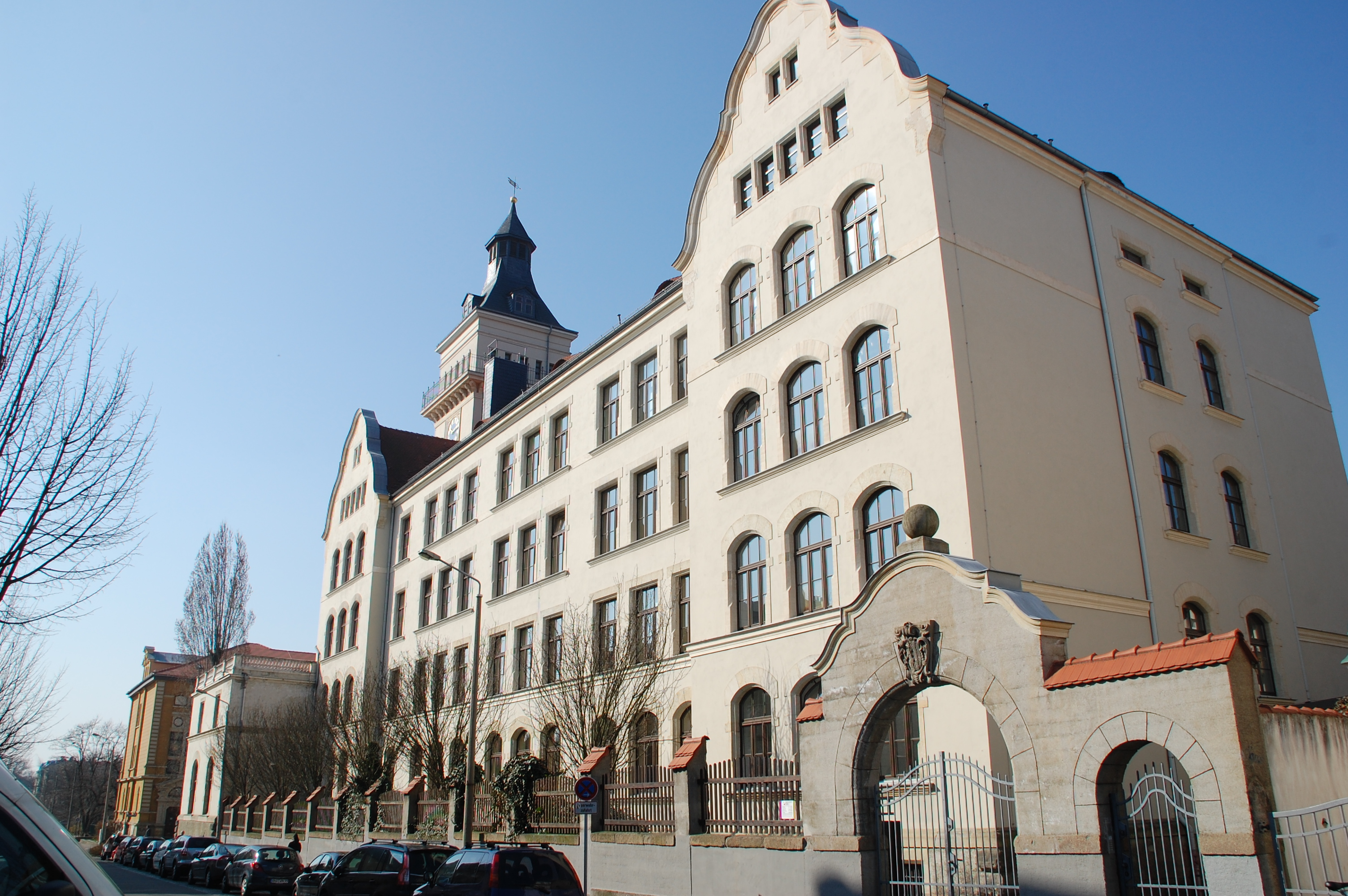
Die Schillerschule von der Sasstraße aus
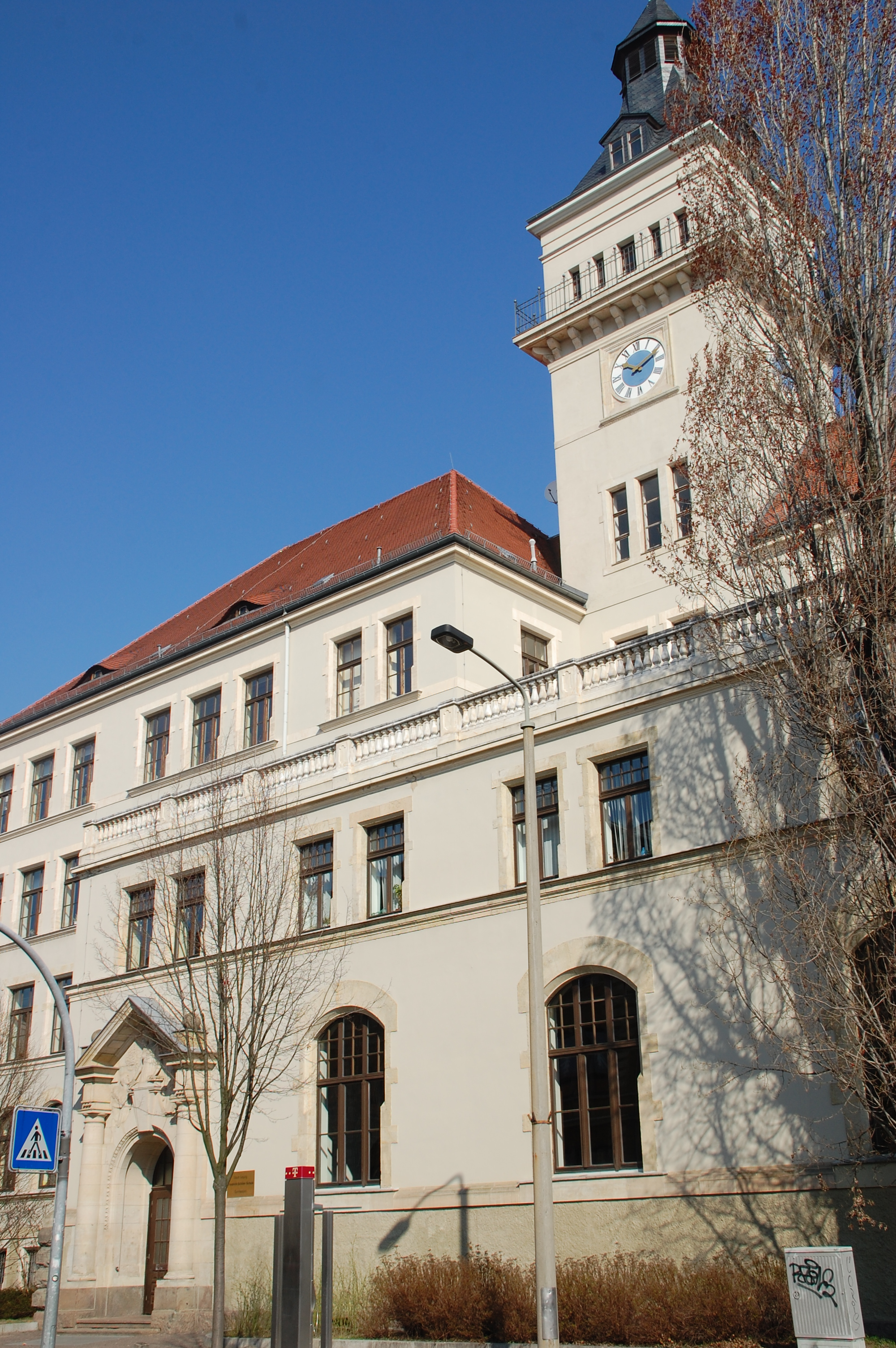
Eingang mit Turm